# Jere Hribar
Jere Hribar, född 19 januari 2004 i Split, är en kroatisk simmare.

## Karriär
Vid junior-EM 2022 i Otopeni tog Hribar silver på 50 meter frisim. Vid junior-VM 2022 i Lima tog han silver på 100 meter frisim och brons på 50 meter frisim. Vid U23-EM 2023 i Dublin tog Hribar silver i elimineringsloppet skins på 50 meter frisim.
Vid EM 2024 i Belgrad slutade Hribar på femte plats på 100 meter frisim och på sjätte plats på 50 meter frisim samt var en del av Kroatiens lag som slutade på fjärde plats på 4×100 meter frisim. Vid olympiska sommarspelen 2024 i Paris blev han utslagen i försöksheatet på 50 meter frisim och slutade på totalt 22:a plats. Vid kortbane-VM 2024 i Budapest slutade Hribar på nionde plats på 100 meter frisim och på delad 12:e plats på 50 meter frisim. Han var även en del av Kroatiens kapplag som slutade på sjunde plats på 4×100 meter frisim och på 13:e plats på 4×50 meter mixed medley.
Vid U23-EM 2025 i Šamorín tog Hribar silver på 100 meter frisim.